# Marche-en-Famenne (okręg)
Marche-en-Famenne (fr. Arrondissement administratif de Marche-en-Famenne, nld. Arrondissement Marche-en-Famenne, niem. Bezirk Marche-en-Famenne) – okręg w północnej Belgii, w Regionie Walońskim, w prowincji Luksemburg.  

## Podział administracyjny
Okręg podzielony jest na dziewięć gmin (nld. gemeente, fr. commmune, niem. Gemeinde), w skład których wchodzi 46 dzielnic (deelgemeente)
| - Durbuy, miasto - Barvaux-sur-Ourthe - Bende - Bomal - Borlon - Grandhan (Groothan) - Heyd - Izier - Septon - Tohogne - Villers-Sainte-Gertrude - Wéris - Érezée - Amonines - Mormont - Soy - Hotton - Fronville - Hampteau - Marenne | - La Roche-en-Ardenne (Welchenfels / Fels im Ösling), miasto - Beausaint - Halleux - Hives - Ortho - Samrée - Manhay - Dochamps - Grandménil (Grootmenil) - Harre - Malempré - Odeigne - Vaux-Chavanne - Marche-en-Famenne, miasto - Aye - Hargimont - Humain - On - Roy - Waha | - Nassogne - Ambly - Bande - Forrières - Grune - Harsin - Lesterny - Masbourg - Rendeux - Beffe - Hodister - Marcourt - Tenneville - Champlon - Erneuville |